# Little Rita nel West
Little Rita nel West é um filme italiano do gênero western spaghetti lançado em 1967. É estrelado pela famosa cantora italiana Rita Pavone.

## Sinopse
Pequena Rita é uma pistoleira que mata quase todos os mocinhos dos filmes de bang, bang. Ela tem a MiSSÃO de roubar todo o ouro que encontrar e destruir, pois acredita que o ouro é a principal causa de tanta violência no mundo.

## Elenco
- Rita Pavone - Pequena Rita
- Terence Hill - Black Star
- Lucio Dalla - Francis Fitzgerald Grawz
- Fernando Sancho - Sancho
- Gordon Mitchell - Grande Chefe
- Teddy Reno - Xerife
- Pinuccio Ardia - Barman
- Kirk Morris - Ringo
- Enzo di Natale - Django